# برن‌آباد (الیگودرز)
برن‌آباد یک روستا در ایران است که در دهستان پاچه‌لک شرقی شهرستان الیگودرز واقع شده‌است.
 برن‌آباد ۲۹۴ نفر جمعیت دارد.